# Стјуарт Даунинг
Стјуарт Даунинг (енгл. Stewart Downing) бивши је енглески фудбалер. Најчешће је играо на позицији левог крила. Девет година је био члан репрезентације Енглеске.

## Клупска каријера
Као омладински играч је наступао у академској екипи Мидлсброа, и сматран је једним од најталентованијих играча који су прошли кроз њихову академију. За први тим је дебитовао 24. априла 2002. у утакмици Премијер лиге против Ипсвич тауна. Током 2003. године је био на позајмици у Сандерланду, где је имао више прилике да игра у првом тиму. 
Током сезоне 2008/2009, Мидлсбро је већ крајем 2008. био у зони испадања, и Даунинг је у јануару поднео захтев за трансфер, који је одбијен. У претпоследњој утакмици сезоне је задобио тежу повреду која га је одвојила од терена на четири месеца. На крају сезоне Мидлсбро је испао из лиге, иако је Даунинг започео сваку утакмицу, осим последње.
Током летњег прелазног рока 2009/2010 је прешеао у Астон Вилу. Цена трансфера је била 10 милиона фунти. Током две одигране сезоне у том клубу је постигао 11 голова, остварио 14 асистенција, уз одиграних 79 утакмица у свим такмичењима.
У Ливерпул је прешао 15. јула 2011. године, док је за тај тим дебитовао 13. августа 2011. Сезона 2011/2012 је по многим критичарима била слаба за Даунинга. Није постигао ниједан погодак у Премијер лиги, иако је шутирао 72 пута, а једном је изводио и пенал. Постигао је 2 гола у ФА купу.
Дана 16. јула 2015. године се вратио у Мидлсбро у којем је провео четири сезоне.
Дана 21. јуна 2019. је потписао уговор са Блекберном на годину дана, а након истека потписао је нови у новембру наредне године.
У августу 2021. године је објавио да завршава играчку каријеру.

## Репрезентативна каријера
За репрезентацију до 19 година је дебитовао 2003. године током Европског првенства за селекције до 19 година. За енглеску репрезентацију је дебитовао 9. фебруара 2005. године на пријатељској уткамици против репрезентације Холандије. Прву утакмицу коју је одиграо као стартер је била против грчке 16. августа 2006.